# ت
ت （阿拉伯语：‎）是阿拉伯字母中的第3個字母，屬於太陽字母。

## 概要

### 字源
源於腓尼基字母𐤕，與希伯來字母「ת」、希臘字母的「Τ」、拉丁字母的「T」和西里爾字母的「Т」同源。與「ث」的差別僅在點的個數。

### 讀音
發音為清齒齦塞音/t/。在某些阿拉伯語方言中，「ث」的發音與該字母相同。

### 字體變化
依據字母在詞語位置的不同，其書寫形式也會有所變化：
| 在词语中的位置：        | 独立 | 尾部 | 中部 | 首部 |
| ----------------------- | ---- | ---- | ---- | ---- |
| 誊抄体： （显示异常？） | ت‎    | ـت‎   | ـتـ‎  | تـ‎   |
| 波斯体： （显示异常？） | ت‬    | ـت‬   | ـتـ‬  | تـ‬   |

## 變形
該字母有一變形形式「ة」，稱作「تاء مربوطة」（tāʼ marbūṭah）。加在名詞、形容詞或数詞詞尾可將該詞變為對應的陰性形式，其在後面沒有元音時讀音為/-a/或/-ah/，因變格出現後接元音時為/-at-/。
| 在词语中的位置：        | 独立 | 尾部 | 中部 | 首部 |
| ----------------------- | ---- | ---- | ---- | ---- |
| 誊抄体： （显示异常？） | ة‎    | ـة‎   | ـة‎   | ة‎    |
| 波斯体： （显示异常？） | ة‬    | ـة‬   | ـة‬   | ة‬    |